# Take-Two Licensing
Take-Two Licensing, Inc. (с 11 сентября 2000 по 1 декабря 2003 — TDK Mediactive, Inc.) — в настоящее время несуществующая американская компания, издатель лицензированных компьютерных игр. Базировалась в штате Калифорния, США. Ранее, под названием TDK Mediactive, принадлежала японской корпорации TDK. В декабре 2003 года была приобретена и переименована корпорацией Take-Two Interactive. Перед релизом Robotech: Invasion (2004) была объединена с лейблом Global Star.

## Изданные игры
- Elevator Action EX (2000)
- Shrek: Fairy Tale Freakdown (2001)
- Shrek (2001)
- Casper: Spirit Dimensions (2001)
- Lady Sia (2001)
- Wendy: Every Witch Way (2001)
- Shrek: Extra Large (2001)
- No Rules: Get Phat (2001)
- Shrek Super Party (2002)
- Pryzm: Chapter One - The Dark Unicorn (2002)
- Shrek: Swamp Kart Speedway (2002)
- Robotech: The Macross Saga (2002)
- Robotech: Battlecry (2002)
- Shrek: Treasure Hunt (2002)
- Dinotopia: The Timestone Pirates (2002)
- Shrek: Hassle at the Castle (2002)
- He-Man: Power of Grayskull (2002)
- Aquaman: Battle for Atlantis (2003)
- The Muppets: On with the Show (2003)
- Ultimate Fighting Championship: Tapout 2 (2003)
- Pirates of the Caribbean: The Curse of the Black Pearl (игра) (2003)
- Disney's The Haunted Mansion (2003)
- World Racing (2003)
- Jim Henson's Muppets Party Cruise (2003)
- Tonka: Rescue Patrol (2003)
- Corvette (2003)
- Conan (2004)
- Star Trek: Shattered Universe (2004)
- Knights of the Temple: Infernal Crusade (2004)